# Estación de Vall d'Hebron / Sant Genís
Vall d'Hebron | Sant Genís es una estación de la línea 3 del Metro de Barcelona ubicada en el barrio homónimo dentro del distrito de Horta-Guinardó. La estación se encuentra junto a las cocheras de San Ginés, punto donde se aparcan los trenes de la línea 3.

## Historia
La estación se inauguró en 1985 con el nombre de Vall d'Hebron, al prolongarse la línea 3 hasta Montbau. El 30 de julio de 2010, la línea 5 llegó hasta esta estación, ya que formaba parte del tramo inaugurado ese mismo día (de Horta a Valle de Hebrón). En 2022 el nombre cambió a Vall d'Hebron | Sant Genís, al considerarse un nombre más descriptivo, ya que da servicio tanto al barrio de Vall d'Hebron como al de Sant Genís.

## Líneas
| << cabecera        | < estación              | línea | estación > | cabecera >>   |
| ------------------ | ----------------------- | ----- | ---------- | ------------- |
| Metro              |                         |       |            |               |
| Zona Universitària | Penitents               |       | Montbau    | Trinitat Nova |
| Cornellà Centre    | El Coll \| La Teixonera |       | terminal   | terminal      |